# Rykynčice
Rykynčice este o comună slovacă, aflată în districtul Krupina din regiunea Banská Bystrica. Localitatea se află la altitudinea de 161 m deasupra n.m., se întinde pe o suprafață de 19,18 km2 și în 2017 număra 278 de locuitori.

## Istoric
Localitatea Rykynčice este atestată documentar din 1279.

## Demografie
| An:                | 1994 | 2004    | 2014    | 2024   |
| ------------------ | ---- | ------- | ------- | ------ |
| Număr de persoane: | 422  | 338     | 283     | 262    |
| Diferență:         |      | −19,90% | −16,27% | −7,42% |

| An:                | 2023 | 2024   |
| ------------------ | ---- | ------ |
| Număr de persoane: | 267  | 262    |
| Diferență:         |      | −1,87% |